# 康斯坦丁·罗曼诺维奇
康斯坦丁·罗曼诺维奇（Константин Романович，?—1306年），梁赞大公（1299年~1301年在位）。
康斯坦丁·罗曼诺维奇为梁赞大公罗曼·奥利戈维奇第三子。1299年其兄长雅罗斯拉夫·罗曼诺维奇大公去世后，他继承了梁赞领地。约1300年，他在战斗中被莫斯科大公丹尼尔·亚历山德罗维奇俘虏，被迫将科洛姆纳割让给后者。此时他的儿子瓦西里·康斯坦丁诺维奇已在梁赞获得了公位。康斯坦丁·罗曼诺维奇于1306年在监禁中死于莫斯科。
| 前任： 雅罗斯拉夫·罗曼诺维奇 | 梁赞大公 1299~1301 | 繼任： 瓦西里·康斯坦丁诺维奇 |